# Lenzbauernalm
Die Lenzbauernalm ist eine Alm in der Gemeinde Dorfgastein im österreichischen Bundesland Salzburg.

## Lage und Charakteristik
Die Lenzbauernalm liegt an den südöstlichen Berghängen des Urkübls in der Ankogelgruppe. Sie gehört zur Ortschaft Maierhofen und zur Katastralgemeinde Klammstein. Sie wird als Milchlieferungsalm bewirtschaftet. Eine Almhütte steht auf einer Höhe von 1592 m ü. A. Die Alm ist Teil des Jagdgebiets Lenzbauernalm und Kendlbachmähder.
Zwischen der Lenzbauernalm und der Hauserbauernalm im Südosten fließt der Reiterbach, ein rechtsseitiger Nebenbach des Mayerhofbachs. Bergaufwärts im Norden beginnt das 867,05 ha große Naturschutzgebiet Paarseen-Schuhflicker-Heukareck. Nördlich und östlich der Lenzbauernalm erstreckt sich Grünerlen-Buschwald. Dort befindet sich auch eine Gamswild-Ruhezone, die von 1. Dezember bis 31. Mai nicht betreten werden darf.

## Geschichte
Im von 1823 bis 1830 erstellten Franziszeischen Kataster ist die Alm als Lenzbauer Alpe mit mehreren Gebäuden verzeichnet.